# Tom Malone
Tom Malone, alias Bones, es un multiinstrumentista estadounidense de jazz, nacido el 16 de junio de 1947, en Hattiesburg, Misisipi. Su instrumento principal es el trombón, pero toca además la trompeta, el saxofón (especialmente el barítono) y hasta trece instrumentos diferentes.

## Historial
Comenzó su carrera profesional en Texas, en una orquesta llamada One O'Clock Lab Band, donde coincidió con Lou Marini, con el que volvería a coincidir en varias ocasiones. Después, trabajó con Brenda Lee y con la Tommy Dorsey Orchestra, mientras realiza sus estudios universitarios. Tras dejar la universidad, toca con Woody Herman (1969) (coincidiendo con Forrest Butchel y Bill Tillman), Duke Pearson (1970) y Louie Bellson (1971). En 1973 es llamado por su compañero Lou Marini para sustituir a Chuck Winfield en la banda de jazz-rock Blood, Sweat & Tears, con los que permanece sólo un año, grabando un disco (No sweat). Mantendrá después una larga relación con Gil Evans (1973-1985), aunque lo simultanea con Frank Zappa (1976) y con las bandas de la NBC y de Saturday Night Live, para la televisión.
Se integró en la banda que Dan Aykroyd y John Belushi preparan para un número que aquellos presentaban en el Saturday Night Live. En 1980, este espectáculo se convierte en película paródica, dirigida por John Landis, con el nombre de The Blues Brothers, que será en adelante el nombre de la propia banda. En esta banda, vuelve a coincidir con Lou Marini. En 1997 se hace una secuela de aquella película, Blues Brothers 2000, con un papel destacado de Malone en la banda sonora. Aparecerá también en la película The Last Waltz, junto a The Band. 
En 1993, paralelamente, Malone se integra en la Orquesta de la CBS, con quien permanecerá largo tiempo, a la vez que realiza colaboraciones y discos como líder (Soul Bones).